# Чинук (порода собак)
Чину́к (англ. chinook) — порода собак, выведенная в США в начале XX века американским кинологом Артуром Уолденом и названа в честь одной из первых собак, которые легли в основу этой породы. Это ездовые собаки, способные быстро передвигаться и перевозить тяжёлые грузы. Хорошо приспособлены для работы в условиях отрицательных температур.

## История породы
Порода была выведена Артуром Уолденом на основе эскимосского шпица, хаски и сенбернара с приливом кровей местных ездовых собак-метисов. По другим версиям, в основу породы также легли крови догов и лаек. Из числа этих животных Уолден брал в разведение собак, показывающих максимальные результаты по скорости и выносливости в ездовой работе. Его целью было создать собственную американскую породу, сравнимую с сибирским хаски по быстроте, с высоким уровнем выносливости и скорости, хорошо приспособленную к местным климатическим условиям и способную эффективно работать в упряжке.
Своё название порода получила по имени одного из кобелей, чья кровь легла в основу создания новой породы. Повязав беспородного, большого, мастифоподобного кобеля по кличке Ким и Гренландскую собаку, прямого потомка знаменитого Поляриса — лидера упряжки Роберта Пири, Артур получил трех щенков. Он назвал их Рикки, Тикки и Тави. По мере взросления, Рикки начал проявлять черты, которые искал Уолден; он дал ему новую кличку — Чинук, в честь Эскимосской собаки, которая была лидером его упряжки во времена Золотой Лихорадки на Юконе.
Чинук родился в 1917 году, использовался в соревнованиях по гонкам на собачьих упряжках, где неоднократно устанавливал рекорды в нескольких номинациях. В 1927 году Чинук был поставлен вожаком собачьей упряжки, которая должна была сопровождать экспедицию адмирала Бэрда на Южный полюс.
В 1930—1940-е годы собаки этой породы активно использовались в качестве ездовых собак, но уже к 50-м годам их численность стала снижаться. Сохранением популяции стала заниматься Американская ассоциация породы чинук. Однако численность собак этой породы все равно снижалась. К 1965 году чинуки были занесены в Книгу рекордов Гиннеса как самая малочисленная на тот момент порода. К 1981 году численность чинуков составляла 28 голов. В момент их максимальной популярности в мире было не больше 300 чинуков, в 1966 году — не больше 125, в 1978 — 28. На данный момент[когда?] их число, несмотря на рост популярности, остаётся очень маленьким. Несмотря на свою крайне малую численность, порода получила официальное признание кинологических организаций. Так, например, Объединённым клубом собаководства (UKC) эта порода была признана в 1991 году. Постепенно численность породы стала увеличиваться и к 2013 году чинуков зарегистрировано 813 голов. В этом же году порода получила признание Американского клуба собаководства (AKC). С 2009 года порода является символом штата Нью-Гемпшир (США).

## Внешний вид
Чинук производит впечатление сильной, мощной собаки.
Голова имеет среднюю длину, при этом длина морды немного короче длины лба. Переход ото лба к морде выражен умеренно. Голова сухая, кожа не образует складчатости. Нос большой, обязательно чёрного окраса, слегка выступающий. Губы чёрного цвета, слегка висячие. Морда зауженная. Глаза имеют миндалевидную форму, среднего размера. Цвет тёмно-карий или янтарный. Веки выражено пигментированы. Уши среднего размера, широко расставлены, слегка опущены. Внешние края ушей загибаются внутрь. Кожа уха плотная, имеет хорошее опушение. Шея сильная, имеет небольшой изгиб. Кожа на шее образует небольшой подвес.
Тело имеет слегка вытянутый формат, верхняя линия спины прямая, круп имеет небольшой скос. Грудная клетка вытянутая, округлой формы, заметно выступает вперёд. Живот подтянутый, общее телосложение сухое, мускулистое. Передние конечности расположены прямо под холкой, крепкие, хорошо развитые, прямые, со слегка скошенной пястью. На передних лапах у чинуков допустимо сохранение прибылых пальцев. Задние конечности имеют мощные бёдра и вытянутый скакательный сустав, стоят параллельно друг другу. Задний прибылой палец должен быть удалён. Пальцы передних и задних лап сильно выражены, плотно собраны друг к другу. Подушечки лап жёсткие, тёмные. Между пальцами наличествует небольшая перепонка, сильно развит межпальцевый волос. Хвост имеет саблевидную форму, хорошо опушён. По низу хвоста идёт более длинный украшающий волос. Будучи опущенным вниз, хвост имеет длину примерно до скакательного сустава.
Шерсть состоит из подшёрстка и ости, граница между которыми явно выражена. Подшёрстком мягкий, хорошо развит, имеет плотную текстуру и даёт хорошую набивку. Ость грубая, плотно прилегающая к шкуре. Украшающий волос наиболее развит на хвосте и шее. Допустимые окрасы — от светло-медового до красновато-золотого. Допустимо наличие небольшой затемнённости на морде и ушах. Недопустимо наличие белых отметин. Недостатком является любой другой окрас, кроме названных.
Высота в холке — 53—69 см, средний вес — 25—32 кг.

## Содержание, уход и здоровье
Чинук мало подходит для жизни в небольшом помещении, ведь ему необходимы физические нагрузки, движение. Но, несмотря на это, чинук может стать великолепным другом и защитником человеку, если этот человек достаточно активен. Чинуки выносливы и активны, при содержании дома им требуется большое количество выгула, при этом прогулки должны содержать физические нагрузки и интеллектуальную занятость.
У чинуков плотная шерсть и мягкий плотный подшёрсток, но при этом в частом вычёсывании и мытье эти собаки не нуждаются. Вычёсывать их требуется только в период линьки. В период отрицательных температур на улице при мытье важно следить за тем, чтобы шерсть и подшерсток полностью высохли перед тем, как они выйдут из помещения. При неполном просыхании подшерстка у этих собак большой риск переохлаждения во время пребывания на улице, при этом с сухой шерстью и подшёрстком отрицательные температуры они переносят легко.
Собаки породы чинук имеют медленное созревание, отдельные собаки этой породы окончательно формируются только к 4 годам. В числе генетических заболеваний, которым подвержены представители породы, — заболевания эндокринной системы (гипотиреоз) и заболевания скелета (дисплазия тазобедренного сустава). Средняя продолжительность жизни — 12—15 лет.

## Характер
Чинуки — рабочие ездовые собаки, обладающие рядом специфических черт характера. Собакам этой породы характерен высокий интеллект и высокая обучаемость, преданность, ориентированность на хозяина. Чинуки могут запоминать большое количество разнообразных команд. Так как собака выводилась для работы в упряжке, чинуки обладают миролюбивым характером, не конфликтны с другими собаками, как и с другими видами животных.

## Применение
Исторически собаки породы чинук использовались для работы в упряжках. В современном мире чинуки также сохраняют своё основное рабочее назначение, и в тех кинологических федерациях, где они признаны, чинуки относятся к рабочим группам собак. Кроме того, чинуки используются в развлекательной сфере для катания на собачьих упряжках, также они применяются в спорте с собаками для буксировки лыжников. Также благодаря высокому интеллекту чинуки могут применяться в поисково-спасательных работах, особенно в районах Крайнего Севера. Чинуки также выступают на соревнованиях по аджилити и соревнованиях по послушанию.